# Svitlana Bard
Svitlana Bard (en ucraniano: Світлана Бард) es una deportista ucraniana que compitió en tiro con arco, en la modalidad de arco recurvo. Ganó tres medallas en el Campeonato Mundial de Tiro con Arco en Sala, en los años 1997 y 1999.

## Palmarés internacional
| Campeonato Mundial en Sala | Campeonato Mundial en Sala | Campeonato Mundial en Sala | Campeonato Mundial en Sala |
| Año                        | Lugar                      | Medalla                    | Prueba                     |
| -------------------------- | -------------------------- | -------------------------- | -------------------------- |
| 1997                       | Estambul (Turquía)         | Medalla de bronce          | Equipo                     |
| 1999                       | La Habana (Cuba)           | Medalla de plata           | Individual                 |
| 1999                       | La Habana (Cuba)           | Medalla de bronce          | Equipo                     |